# Випробування відомчі
Випробування відомчі — випробування, що проводяться комісією з представників зацікавленого міністерства чи відомства. ДСТУ 3021-95. 
Відомчі випробування — це випробування, що проводяться силами одного відомства. Різновидом відомчих випробувань є заводські випробування, що проводяться силами заводу. 